# Konzulski diptih
V pozni antiki je bil konzulski diptih tip diptiha, namenjen kot luksuzen komemorativni predmet. Diptihi so bili na splošno iz slonovine, lesa ali kovine in okrašeni z bogato reliefno skulpturo. Konzulski diptih je naročil pooblaščeni konzul, da bi označil svoj vstop na to delovno mesto in ga razdelil kot priložnostno nagrado tistim, ki so podprli njegovo kandidaturo ali da ga lahko v prihodnosti podpirajo. 

## Zgodovina

### Izvor
Že v prvem stoletju so nekatera uradna pisma o imenovanju v pisarno bila znana kot codicili, majhne knjige, dveh ali več ploščatih kosov (po navadi) lesenih, ki so jih povezali z zaponkami, obloženi z voskom, na katerem je bilo napisano pismo imenovanja. Kasneje je bilo pisanje napisano na papirju in predstavljeno v platnicah. Do poznega četrtega stoletja pa so se posebej naročeni diptihi začeli vključevati med darila, ki so jih imenovani visoki uradniki namenili praznovanju in oglaševanju javnih iger, ki so bile njihove glavne naloge . Ti diptihi so bili izdelani iz slonovine, reliefne okraske na zunanji strani pa je izbral donator in so izgledali podobno kot dodatki, vendar brez pisanja in brez uradnega statusa .
Rutinska razdelitev takih diptihov na vzhodu je zaznamovana z odločitvijo Teodozija I. leta 384, da omeji izdatke za konstantinoplske igre, tako da dodeli diptihe iz slonovine (in zlata darila) samo konzulom . V zahodnem imperiju so postali običajen del javnih prikazov, ki so jih dali veliki aristokrati. Kvint Avrelij Simah na primer, je razdelil nekaj za spomin na kvestorjeve igre svojega sina leta 393 in pretorske igre leta 401. Skoraj vsi prikazujejo igre in v treh ločenih primerih Simah povezuje predstavitev teh diptihov z zaključkom iger . Njihov konec je zaznamoval izginotje konzula pod vladavino Justinijana I. leta 541.
Najstarejši diptih, ki se ga lahko imenuje konzulski diptih, je v zakladnici stolnice v Aosti, in je eden, ki ga je naročil Anicius Petronius Probus, konzul v zahodnem cesarstvu leta 406 - je edinstven ne samo zaradi izjemne starosti, ampak tudi kot edini s portretom cesarja (v tem primeru Honorija, ki mu je diptih namenjen v polni ponižnosti, pri čemer se Probus imenuje cesarjev »famulus« ali suženj) in ne konzul.
Kasneje so konzulski diptihi sistematično prenašali bodisi bolj ali manj podroben portret konzula na najbolj bogato okrašenih primerov ali namigovali z napisom nanj v geometrijski in rastlinski shemi na enostavnejših primerih. Preprostejši primeri so bili verjetno izdelani kot serija iz modelov pripravljenih vnaprej, bolj izpopolnjeni (in zato dražji) pa diptihi, rezerviranimi za notranji krog rimske aristokracije. Delavnice, ki so odgovorne za njihovo proizvodnjo, bi našli v dveh prestolnicah cesarstva v Rimu in v Konstantinoplu, vendar je padec zahodnega rimskega cesarstva leta 476 verjetno odgovoren za izginotje zahodne proizvodnje konec 5. stoletja, pri čemer so vsi ohranjeni diptihi iz 6. stoletja, in izvirajo iz Konstantinopla. Najpogostejši motiv na konzulskih diptihih je konzul, ki stoji in predseduje konzulskim igram, ki so označile njegov vstop v konzulat.
Po svoji naravi so konzulski diptihi dragoceno orodje za študij zgodovine poznega rimskega imperija, pa tudi za preučevanje umetnosti tega obdobja. Veliko se jih je ohranilo do danes, v mnogih primerih zaradi ponovne uporabe kot knjižne platnice za srednjeveške cerkvene rokopise. Nekateri so bili tudi v cerkvah uporabljeni kot velika vezava za sezname škofov in podobnih zapisov . Barberinijeva slonovina je precej redkejši cesarski diptih, verjetno Justinijanov.

## Galerija
In chronological order of production (some shown with a single surviving panel): 
- Diptih Aniciusa Petroniusa Probusa, konzula leta 406 (najstarejši ohranjen primer)
- Diptih Konstancija III., narejena za njegov konzulat leta  413 ali 417.
- Feliksov Diptih (konzul 428)
- Diptih Manliusa Boethiusa, konzul leta 487
- Diptih Rufiusa Achiliusa Sividiusa, konzul leta 488
- Diptih Areobind Dagalaif Areobind, konzul leta 506
- Areobindov diptih, konzul leta 506
- Anastazijev diptih, konzul leta 517
- Diptih of Anastasius, consul in 517
- Justinijanov diptih, konzul leta 521
- Diptih Theodora Filoxena Soteriha, konzul leta 525
- Diptih Theodora Filoxena Soteriha, konzul leta 525
- Justinov diptih, konzul leta 540 (zadnji ohranjen primer